# ریسی (کوه)
ریسی (آلمانی: Meeraugspitze)قله‌ای است که در مرز لهستان و اسلواکی قرار دارد. ارتفاع این کوه ۲۵۰۳ متر است.